# طوماس رودني بيرغر
طوماس رودني بيرغر هو محامي وقاضي وسياسي كندي، ولد في 23 مارس 1933 في فيكتوريا في كندا. حزبياً، نشط في الحزب الديمقراطي الجديد. وقد انتخب عضو مجلس العموم الكندي.